# Maebashi City Challenger 1980
Il Maebashi City Challenger 1980 è stato un torneo di tennis facente parte della categoria ATP Challenger Series nell'ambito dell'ATP Challenger Series 1980. Il torneo si è giocato a Maebashi, in Giappone, dal 9 al 15 aprile 1980 su campi in cemento.

## Vincitori

### Singolare
Greg Whitecross ha battuto in finale  Craig A. Miller con il punteggio di 2–6, 6–4, 7–6

### Doppio
Chris Kachel /  JohnMarks hanno battuto in finale  Syd Ball /  Cliff Letcher con il punteggio di 6–4, 7–6